# Dwulitrowy Rajdowy Puchar Świata 1999
Dwulitrowy Rajdowy Puchar Świata 1999 – siódmy i ostatni sezon z cyklu Dwulitrowy Rajdowy Puchar Świata dla samochodów dwulitrowych i mniejszych, odbywający się równolegle z Rajdowymi Mistrzostwami Świata w roku 1999 pod patronatem FIA.

## Kalendarz
| Runda | Data          | Rajd                   | Zwycięzca         | Wyniki                     |
| ----- | ------------- | ---------------------- | ----------------- | -------------------------- |
| 1     | 17.01 - 20.01 | Rajd Monte Carlo       | Andrea Maselli    | 67. Rajd Monte Carlo       |
| 2     | 12.02 - 14.02 | Rajd Szwecji           | Harry Joki        | 48. Rajd Szwecji           |
| 3     | 26.02 - 28.02 | Rajd Safari            | Phineas Khimathi  | 47. Rajd Safari            |
| 4     | 21.03 - 24.03 | Rajd Portugalii        | Alister McRae     | 33. Rajd Portugalii        |
| 5     | 19.04 - 21.04 | Rajd Hiszpanii         | Marco Oriol Gómez | 35. Rajd Hiszpanii         |
| 6     | 7.05 - 9.05   | Rajd Francji           | Tapio Laukkanen   | 43. Rajd Francji           |
| 7     | 22.05 - 25.05 | Rajd Argentyny         | Ricardo Bissio    | 19. Rajd Argentyny         |
| 8     | 6.06 - 9.06   | Rajd Grecji            | Kenneth Eriksson  | 46. Rajd Grecji            |
| 9     | 15.07 - 18.07 | Rajd Nowej Zelandii    | Kenneth Eriksson  | 29. Rajd Nowej Zelandii    |
| 10    | 20.08 - 22.08 | Rajd Finlandii         | Tapio Laukkanen   | 49. Rajd Finlandii         |
| 11    | 17.09 - 19.09 | Rajd Chin              | Alister McRae     | 3. Rajd Chin               |
| 12    | 11.10 - 13.10 | Rajd Włoch             | Piero Longhi      | 41. Rajd Włoch             |
| 13    | 4.11 - 7.11   | Rajd Australii         | Kenneth Eriksson  | 12. Rajd Australii         |
| 14    | 23.11 - 26.11 | Rajd Wielkiej Brytanii | Mark Higgins      | 55. Rajd Wielkiej Brytanii |

## Klasyfikacja końcowa producentów[15]
| Msc. | Producent  | Punkty |
| ---- | ---------- | ------ |
| 1    | Renault    | 102    |
| 2    | Hyundai    | 95     |
| NC   | Volkswagen | 25     |